# Csánig
Csánig község Vas vármegyében, a Sárvári járásban.

## Fekvése
A Répce mellett fekszik, Répcelakkal majdnem egybeépülve, attól északra.

### Megközelítése
Közúton a legegyszerűbben a 86-os főútról közelíthető meg, Répcelak központjában lekanyarodva a 8615-ös útra, majd a Répce hídját elhagyva rátérve az abból kiágazó 86 124-es számú mellékútra.
A települést a hazai vasútvonalak közül a Hegyeshalom–Porpác-vasútvonal érinti, melynek két megállási pontja is van itt: Csánig megállóhely és Dénesfa megállóhely. Előbbi a belterület keleti szélén helyezkedik el, a 86 124-es út közelében, utóbbi pedig az északkeleti határszél közelében, a névadó Dénesfa község központjától közel 2,5 kilométerre, közúti elérését a 8614-es útból kiágazó 86 307-es számú mellékút biztosítja.

## Története
Csánig neve személynévi eredetű. A település és környéke már a honfoglalás előtt is lakott volt, amit az itt napvilágra került régészeti leletek is bizonyítanak. Nevét 1221-ben említették először az oklevelek Chenik alakban írva. A falu eleinte királyi birtok volt, majd II. András adományaként a Ják nemzetség birtokába került. Később birtokosai a Niczky, a Vidos, a Garay, a Radó és a Nádasdy családok voltak.

## Közélete

### Polgármesterei
- 1990–1994: Tömböly Dénes (FKgP)[3]
- 1994–1998: Tömböly Dénes (független)[4]
- 1998–2002: Tömböly Dénes (független)[5]
- 2002–2006: Tömböly Dénes (független)[6]
- 2006–2010: Tömböly Dénes (független)[7]
- 2010–2014: Joó Ferenc (független)[8]
- 2014–2019: Joó Ferenc (független)[9]
- 2019–2024: Joó Ferenc (független)[10]
- 2024– : Patyi Szabolcs (független)[1]

## Népesség
A település népességének változása:
| Lakosok száma | 350  | 336  | 340  | 328  | 345  | 355  | 361  |
|               | 2013 | 2014 | 2015 | 2021 | 2022 | 2023 | 2024 |

A 2011-es népszámlálás során a lakosok 94,5%-a magyarnak, 2% németnek, 0,3% lengyelnek mondta magát (5,5% nem nyilatkozott; a kettős identitások miatt a végösszeg nagyobb lehet 100%-nál). A vallási megoszlás a következő volt: római katolikus 35%, református 0,9%, evangélikus 44,5%, felekezet nélküli 2,3% (17,1% nem nyilatkozott).
2022-ben a lakosság 87,8%-a vallotta magát magyarnak, 2,3% németnek, 0,3% görögnek, 3,2% egyéb, nem hazai nemzetiségűnek (11% nem nyilatkozott; a kettős identitások miatt a végösszeg nagyobb lehet 100%-nál). Vallásuk szerint 31,9% volt evangélikus, 22,6% római katolikus, 0,3% református, 4,9% egyéb katolikus, 8,7% felekezeten kívüli (31% nem válaszolt).

## Nevezetességei
- Római katolikus temploma[13] műemlék, felújítása 2013/2014-ben történt. Belső vakolási munkák során egy 16. századi feliratot fedeztek fel a meszelés alatt, de a szentély falán is kirajzolódtak egy fej képének körvonalai.[14]
- 18. századi eredetű, volt patakmalom
- Újonnan épült evangélikus templom
- Háborús emlékmű

## Ismert személyek
- Itt született Tömböly Dénes (1898–1973) építészmérnök, újságíró, országgyűlési képviselő.